# Toshiya Miura
Toshiya Miura (三浦 俊也 Miura Toshiya?, nacido el 16 de julio de 1963 en Iwate) es un exfutbolista japonés y entrenador.

## Clubes

### Como futbolista
| Club                  | País  | Año  |
| --------------------- | ----- | ---- |
| Morioka Zebra         | Japón | ???? |
| Nippon Steel Kamaishi | Japón | ???? |

### Como entrenador
| Club                           | País    | Año         |
| ------------------------------ | ------- | ----------- |
| Brummell Sendai                | Japón   | 1997        |
| Mito HollyHock                 | Japón   | 1998        |
| Omiya Ardija                   | Japón   | 2000 - 2001 |
| Omiya Ardija                   | Japón   | 2004 - 2006 |
| Consadole Sapporo              | Japón   | 2007 - 2008 |
| Vissel Kobe                    | Japón   | 2009 - 2010 |
| Ventforet Kofu                 | Japón   | 2011        |
| Selección de fútbol de Vietnam | Vietnam | 2014 - 2016 |
| Ho Chi Minh City FC            | Vietnam | 2017 - 2018 |
| FC Gifu                        | Japón   | 2022        |